# Abus sexuels sur mineurs dans l'Église catholique en Australie
Pour un article plus général, voir Abus sexuels sur mineurs dans l'Église catholique.
Les abus sexuels sur mineurs dans l'Église catholique en Australie désignent des agressions sexuelles de mineurs, commises au sein de l'Église catholique par certains de ses clercs et agents pastoraux. La commission d'enquête royale indique, en 2017, que 7 % des religieux catholiques australiens ont fait l'objet d'accusations d'abus sexuels sur des enfants entre 1950 et 2010 sans que les soupçons ne débouchent sur des investigations.

## Historique
Dans les années 2000, des abus commis par le clergé, et datant des années 1970 - 1980, sont révélés en Australie. Selon Broken Rites (en), une association de défense des victimes, 107 prêtres et religieux catholiques ont été condamnés par la justice pour des agressions sexuelles.
En juillet 2008, le voyage du pape Benoît XVI en Australie s'accompagne de critiques d'associations de défense des victimes, estimant que l'Église catholique australienne n'a pas pris la mesure de la gravité des actes d'abus sexuels commis par des prêtres. Le cardinal Pell, archevêque de Sydney ordonne, le 11 juillet, la désignation d'une commission indépendante pour enquêter sur des faits qu'il aurait couverts. Lors de ce voyage, le pape condamne à nouveau les actes de pédophilie. Il célèbre une messe, en privé, en présence d'hommes et de femmes victimes d'abus sexuels de la part du clergé catholique.
En 2014, le Conseil de la vérité, de la justice et de la réparation estime à 4 % le nombre de prêtres pédophiles en Australie  et considère que le célibat des prêtres est un des facteurs de ce fléau.
Le Rapport Final, de la Royal Commission into Institutional Responses to Child Sexual Abuse (en). Cette commission est instaurée en 2013 par le gouvernement australien, elle publie son rapport final le 15 décembre 2017. Son champ d'étude concerne les cas d'abus sexuel commis sur des mineurs par toutes les institutions sur le territoire australien. Le Volume 16 du rapport final concerne les institutions religieuses. Le livre 2 du Volume 16 concerne l'Église Catholique. La commission d'enquête royale indique que 7 % des religieux catholiques australiens ont fait l'objet d'accusations d'abus sexuels sur des enfants entre 1950 et 2010 sans que les soupçons ne débouchent sur des investigations.

## Chronologies des affaires

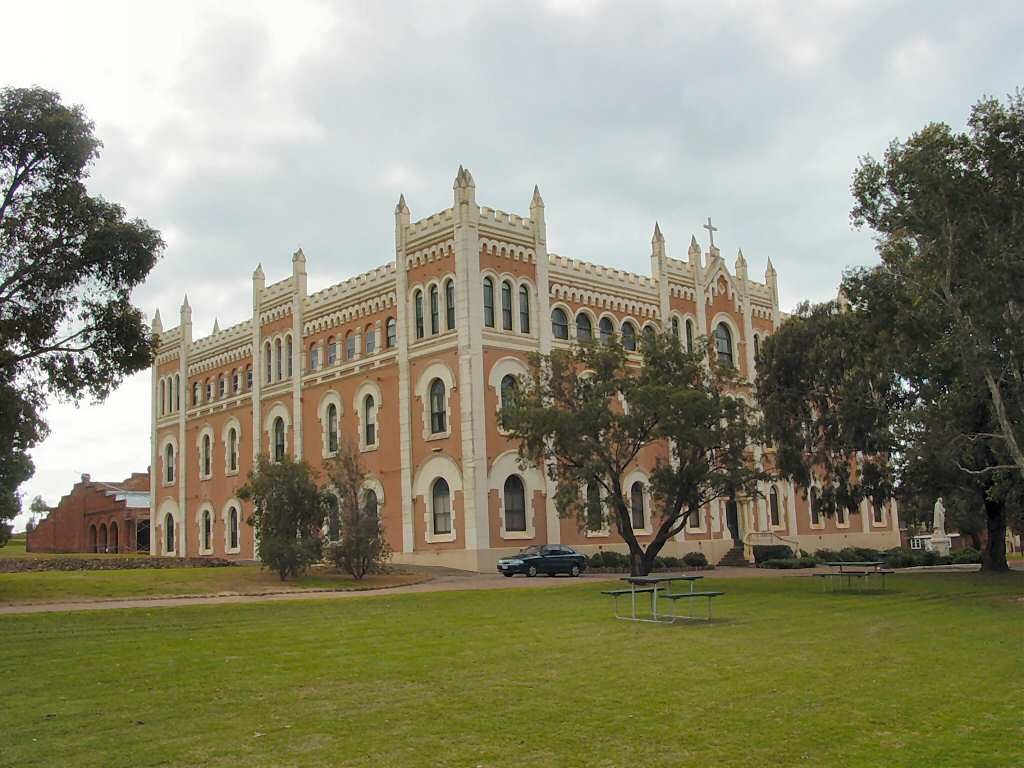
Collège à New Norcia.

- Max Leroy Davis (en), évêque de l'Ordinariat militaire australien, est inculpé en 2014 par la police d'Australie-Occidentale accusé d'avoir agressé sexuellement un garçon de 13 ans en 1969 alors qu'il est directeur de dortoir au St Benedict's College de New Norcia. Max Davis réfute ces accusations et plaide non coupable lors de son procès en 2016 où cinq hommes l'accusent d'agressions alors qu'ils étaient enfants. Le dossier de la défense admet que des garçons ont été maltraités, mais conteste que Davis soit le coupable, identifiant d'autres délinquants possibles (maintenant décédés). Max Davis est acquitté de toutes les charges le 15 février 2016[9],[10],[11].
- De 1965 à 1974, un prêtre du diocèse de Ballarat (en), Bryan Coffey, agresse plusieurs jeunes garçons. Les témoignages parlent d'actes sadiques. Un premier procès a lieu en 1999, le prêtre est condamné à de la prison avec sursis mais aucune autre poursuite n'est engagée, le diocèse ayant réglé l'affaire à l'amiable[12]. En 2021, un nouveau procès va à l'encontre de cette décision (voir infra).
- Entre les années 1970 et 1990, David Rapson, un prêtre catholique, se livre à des viols accompagnés de sadisme sur six jeunes garçons dans des internats. Il attirait des écoliers dans son bureau avec des jeux vidéo, des cigarettes et de l'alcool avant de les agresser. Rapson suit une thérapie psychosexuelle après avoir été arrêté pour attentat à la pudeur en 1992 et à nouveau en 1993. Il défroqué par Jean-Paul II en 2004[13].  Il est finalement mis en examen et condamné à 13 ans de prison en 2013, avant d'être libéré sous caution un an après[14]. Il est rejugé en 2015 et condamné à douze ans et six mois de prison dont au moins neuf ans et quatre mois ferme[15],[16] à quoi s'ajoute 1 000 000 AU$ de dédommagements, lors du procès au civil en septembre 2021[17].
- Après plusieurs procès entre 1993 et 2017, Gerald Ridsdale est reconnu coupable d'abus sexuels sur des enfants et d'attentats à la pudeur envers au moins 70 enfants, certains âgés d'à peine quatre ans. Les délits se sont produits des années 1960 aux années 1980. Il écope d'une peine totale de 36 ans de prison. Le cardinal Pell est à nouveau mis en cause dans cette affaire[18].
- Michael Glennon (1944-2014) est un prêtre catholique pédophile. Glennon a dirigé un camp de jeunes à Lancefield (Victoria), où la plupart des abus ont eu lieu. En 2003, Glennon est reconnu coupable d'avoir abusé sexuellement de 15 enfants, aussi bien des fillettes que des garçons, dans des affaires judiciaires s'étalant sur 25 ans et condamné à une peine de 33 ans et demi de prison avec une période de non-libération conditionnelle de 26 ans et demi[19]. Glennon meurt en prison le 1er janvier 2014.

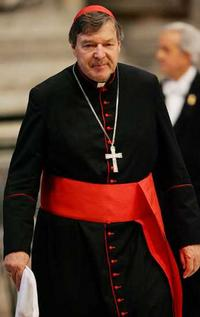
George Pell.

- En 2018, l'archevêque australien Philip Edward Wilson (en) démissionne après avoir été condamné à un an de prison pour avoir couvert des actes de pédophilie, et le cardinal australien George Pell, responsable des affaires économiques du Vatican, est jugé pour des accusations d’agressions sexuelles[20],[21]. Le pape François écarte George Pell du « C9 », son cercle de proches conseillers, en décembre 2018[22]. Le 11 décembre, George Pell est reconnu coupable d’agression sexuelle de deux enfants de chœur dans les années 1990[23],[24], condamné à 6 ans de prison[25],[26], et finalement acquitté après un an d'incarcération au bénéfice du doute par la Haute Cour d'Australie[27]. Parallèlement, en juin 2019, George Pell est visé par une autre plainte pour avoir couvert le prêtre Edward « Ted » Dowan, au début des années 1980, dont il savait qu’il abusait d’enfants. L'évêque de Ballarat (en), Paul Bird (en), et l’archevêque de Melbourne, Peter Comensoli (en), sont également mis en cause[28].
- Bernard McGrath est un religieux catholique Néo-Zélandais membre de l'Ordre hospitalier de Saint-Jean-de-Dieu. Il est reconnu coupable d'abus sexuels sur des enfants à cinq reprises en Nouvelle-Zélande puis en Australie. À partir de 2018, il est emprisonné en Australie après une condamnation à 33 ans de prison[29],[30].
- En décembre 2021, une victime obtient la condamnation de l'Église catholique pour les abus d'un prêtre dans les années 1970. Bryan Coffey, reconnu coupable en février 1999 de plusieurs chefs d'agression sexuelle contre d'autres enfants et condamné à une peine de trois ans avec sursis, meurt en 2013 sans qu'aucune indemnité ou reconnaissance ne soit accordée aux victimes. Une nouvelle victime intente un nouveau procès en 2021. Elle avait été agressée sexuellement au domicile de ses parents à deux reprises en 1971, lors de la visite de ce prêtre alors qu'il n'avait que cinq ans à l'époque. Le juge accorde à l'homme 200 000 AU$ en dommages-intérêts pour douleur et souffrance, 20 000 AU$ supplémentaires pour dommages-intérêts aggravés et 10 000 AU$ supplémentaires pour les frais médicaux futurs, le tout à la charge du diocèse de Ballarat (en)[31].
- L'évêque Christopher Saunders est arrêté, en février 2024, par la police et inculpé de 19 infractions, dont le viol, certaines des accusations sont liées à des actes qu'il aurait commis contre des enfants. Les accusations remontent à 2008 et l'arrestation fait suite à des années de dénégation d'abus sexuels par Saunders[32],[33].